# Синьохвіст золотистий
Синьохві́ст золотистий (Tarsiger chrysaeus) — вид горобцеподібних птахів родини мухоловкових (Muscicapidae). Мешкає в Гімалаях і горах Південно-Східної Азії.

## Опис

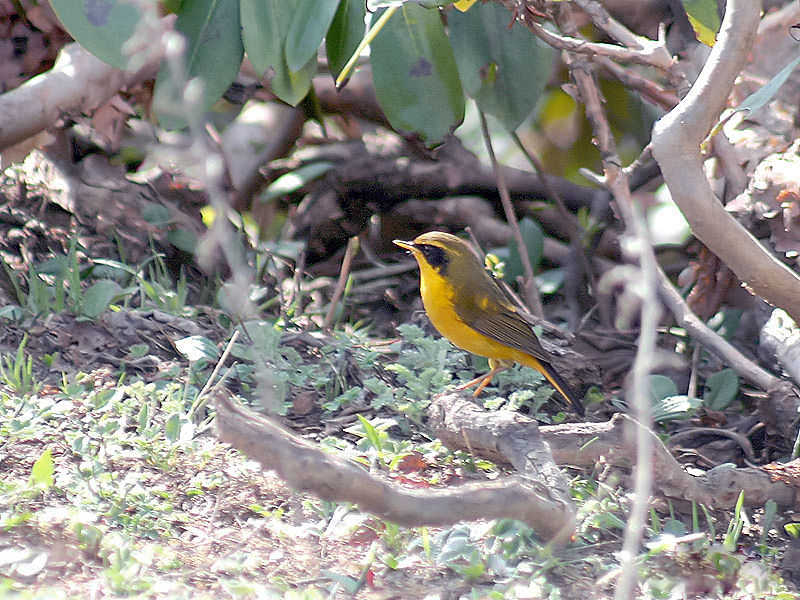
Самець золотистого синьохвоста

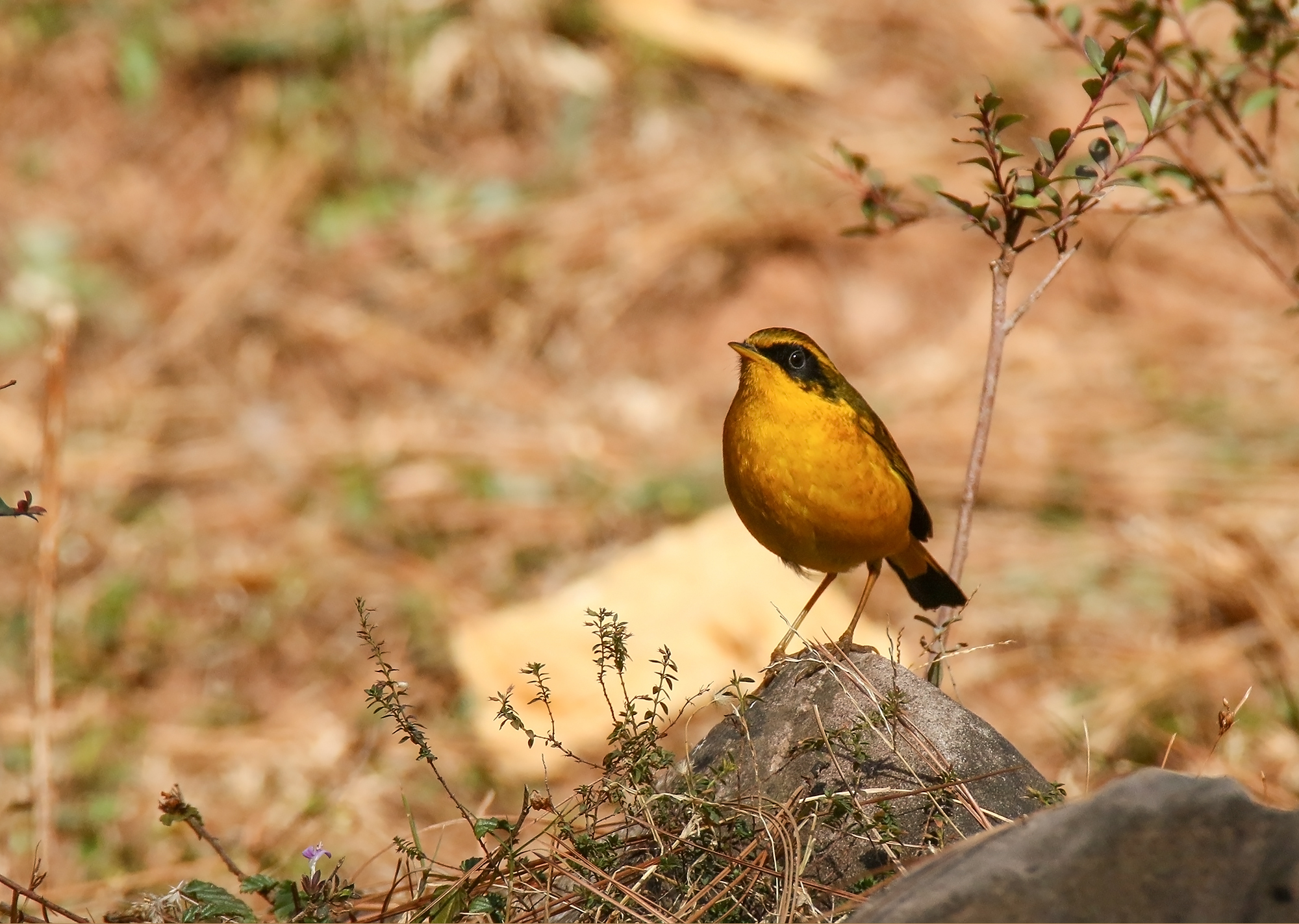
Самець золотистого синьохвоста

Довжина птаха становить 14-15 см, вага 12-15 г. У самців верхня частина тіла коричнювато-оливкова, нижня частина тіла яскраво-золотисто-оранжева. Над очима широкі оранжеві "брови", на обличчі чорна "маска", плечі і хвіст з боків золотисто-оранжеві. Самиці мають менш яскраве забарвлення, "брови" у них менш виражені.

## Підвиди
Виділяють два підвиди:
- T. c. whistleri Ticehurst, 1922 — західні Гімалаї (північний Пакистан, Кашмір, північний захід Індії);
- T. c. chrysaeus Hodgson, 1845 — від центральних і східних Гімалаїв до центрального Китая і північної М'янми.

## Поширення і екологія
Золотисті синьохвости гніздяться в горах Пакистану, Індії, Непалу, Бутану, М'янми і Китаю. Взимку вони мігрують на південь, досягаючи північно-західного Таїланду. Золотисті синьохвости живуть в чагарниковому і бамбуковому підліску вічнозелених гірських лісів, у високогірних чагарникових заростях та на високогірних луках. Живляться комахами. В Пкистані сезон розмноження триває з травня по червень. В кладці 3-4 яйця. Інкубаційний період триває 14-15 днів. Гніздо робиться з моху і трави, встелюється шерстю, пухом і пір'ям. 